# Saint-Just - Hôtel du département (métro de Marseille)
Pour les articles homonymes, voir Saint-Just.
Saint-Just - Hôtel du département est une station de la ligne 1 du métro de Marseille. La station est inaugurée le 26 novembre 1977 et se situe sous l'Hôtel de département des Bouches-du-Rhône, siège du Conseil départemental des Bouches-du-Rhône.
La station de métro est en partie souterraine et en partie au niveau du sol. Elle est aérienne de sa date d'ouverture jusqu'à la construction de l'Hôtel du Département en 1992.
Lors de son inauguration, la station s’appelait tout simplement Saint-Just avant d’obtenir la mention Hôtel du Département lors de sa construction.

## Architecture
Avant la construction de l’hôtel du département, deux auvents en acier supportés par des piliers orange couvraient les quais de la station. Les panneaux sont orange et blancs, le nouveau plafond côté aérien est orange lui aussi. Le plafond côté souterrain est en ciment. Les barrières ainsi que les portes d'accès de secours situées sur des escaliers sont bleues.
À l’approche des quais, s’y trouvent des fresques signées François Bret. Parmi elles, une composition de la Symphonie no 1 de Darius Milhaud à l’entrée du quai en direction de La Rose.

## Autour
- Hôtel du département.
- Le Dôme, salle de spectacle.

## Services
- Service assuré tous les jours de 5h à 1h.
- Distributeurs de titres : possibilité de régler par espèces ou carte bancaire.
- Un parking relais, accessible tous les jours de 4h30 à 20h et d'une capacité de 257 places.

## Correspondances RTM
Terminus Métro Saint-Just
- Ligne   en direction des Flamants.
- Ligne   en direction du Pharo.

Arrêt Les Chartreux
- Ligne   en direction de Métro Cinq Avenues ou du Dépôt la Rose.
- Ligne   en direction de Métro Cinq Avenues ou des Baronnies.

Arrêt Saint-Just Le Dôme
- Ligne   en direction d’Euroméditerranée Arenc ou du Métro Rond-Point du Prado.

Arrêt Métro Saint-Just Hôtel du Département
- Ligne   en direction d’Euroméditerranée Arenc.